# Friedrich von Schrötter (Numismatiker)
Friedrich Ferdinand Theobald Freiherr von Schrötter (* 17. Januar 1862 in Köln; † 4. Februar 1944 in Schweizermühle bei Pirna) war ein deutscher Ökonom, Kunsthistoriker und Numismatiker mit dem Schwerpunkt auf dem Gebiet des neuzeitlichen Münzwesens Brandenburg-Preußens.

## Leben
Der Sohn des preußischen Generalmajor Freiherr Theobald von Schroetter (1820–1881) und dessen Ehefrau Josephine legte sein Abitur auf dem humanistischen Gymnasium in Wiesbaden ab. Schrötter strebte zunächst eine Laufbahn als Offizier an und diente ab 1882 als Seconde-Leutnant im Füsilier-Regiment Nr. 80, litt aber zunehmend unter Schwerhörigkeit. 1889 wurde er Erzieher in der Kadettenanstalt zu Potsdam und nahm ein Studium der Philosophie, Geschichte und Nationalökonomie an der Friedrich-Wilhelms-Universität in Berlin auf. Schrötter wurde am 1. Oktober 1892 bei Gustav von Schmoller über die brandenburgisch-preußische Heeresverfassung unter dem Großen Kurfürsten promoviert.
Eigentlich sollte Schrötter ins Archivwesen eintreten, wurde aber wegen fehlender Stellen zur Mitarbeit an der Acta Borussica herangezogen. Hier arbeitete er zunächst über die preußische und kursächsische Wollindustrie. Schließlich erhielt er 1893 anstelle des Bankdirektors und Numismatikers Emil Bahrfeldt die Aufgabe übertragen, die preußische Geld- und Münzgeschichte zu bearbeiten. Unter Mithilfe von Julius Menadier begann er 1895 mit der Arbeit. Am 1. April 1899 trat er zusätzlich als Hilfsarbeiter in das Berliner Münzkabinett ein. Am 1. Oktober 1902 wurde er dort Direktorial-Assistent und am 1. April 1920 Kustos. Auch nach seiner Pensionierung 1927 blieb er dort noch zehn weitere Jahre tätig. Am 18. Juli 1911 erhielt er den Titel eines Professors.
Auf der Grundlage dieser Sammlungen ist in 12 Bänden von der Berlin-Brandenburgische Akademie der Wissenschaften im Rahmen des Acta Borussica in den Jahren 1904 bis 1925 eine grundlegende Arbeit über die Prägung von Brandenburg-Preußen im Zeitraum 1640–1873 veröffentlicht worden.
Ab 1904 erfolgte eine Neukatalogisierung der Sammlung Mittelalter/Neuzeit durch Friedrich Freiherr von Schrötter, die er 1930 in 27 Bänden beendete. Friedrich von Schrötter schied 1927 aus dem aktiven Berufsleben aus. Er spielte eine große Rolle bei einer neuen Klassifizierung und Inventarisierung aller mittelalterlichen und modernen Münzen sowie Medaillen des Kabinetts, nach dem Konzept von Julius Menadier entwickelt. Das von ihm 1930 herausgegebene „Wörterbuch der Münzkunde“ zählt noch heute zum Standardwerk der numismatischen Literatur, wenn es auch stellenweise etwas veraltet ist.
Die Familie stammt aus Groß Wohnsdorf in Ostpreußen. Seit 1688 oder 1702 bis 1945 gehörte dort der Besitz an Gutsanlagen (Burg Groß Wohnsdorf) der Familie von Schrötter.

## Familie
Schrötter heiratete am 19. September 1896 in Sondershausen Martha Emilie (Lili) Eleonore Karoline Klein (* 5. Dezember 1864). Das Paar hatte mehrere Kinder:
- Friedrich Theobald Franz Wilhelm (* 31. Juli 1897)
- Johannes Robert Otto Ernst (* 21. März 1901)

## Schriften (Auswahl)

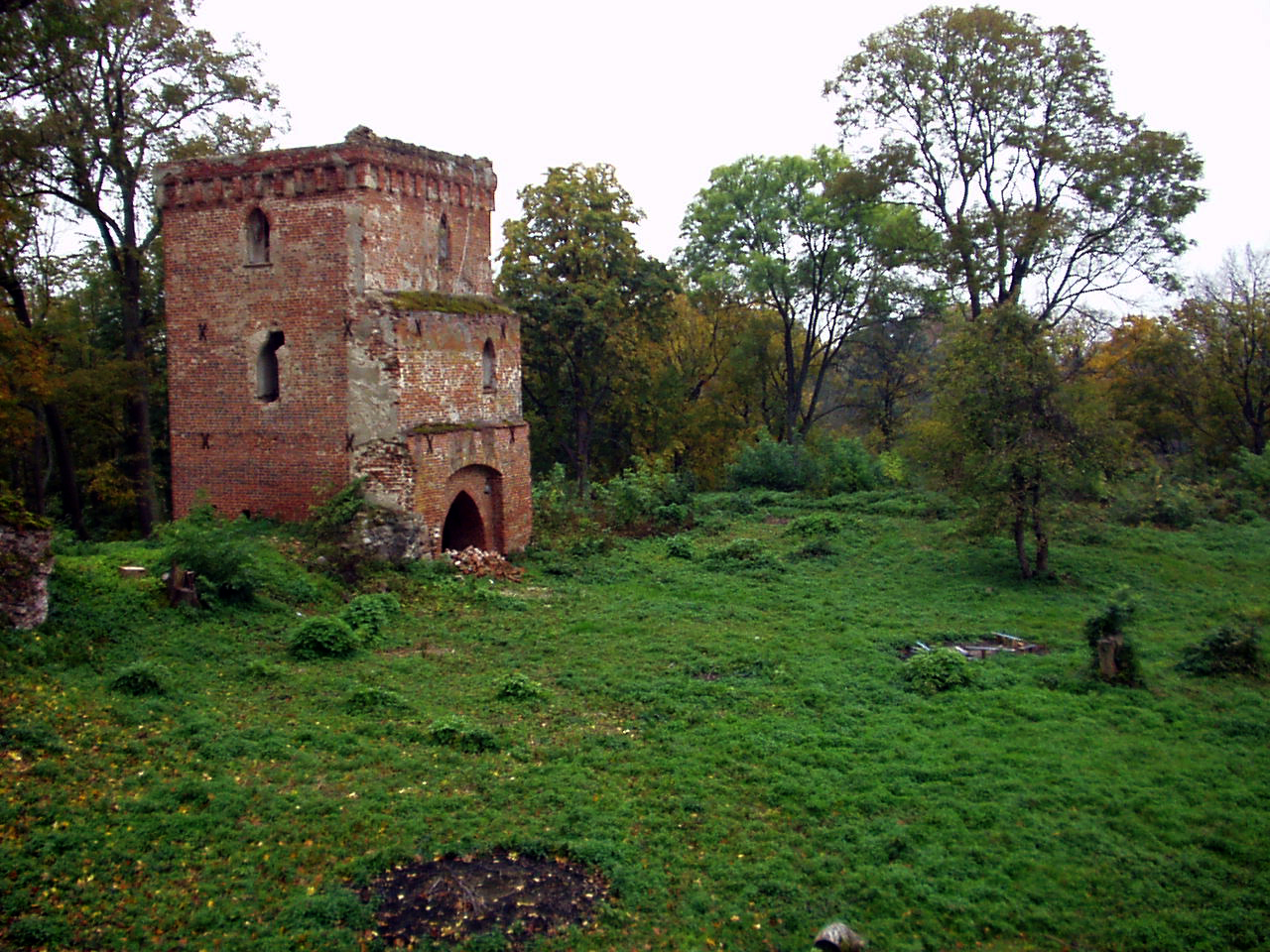
Ruine des mittelalterlichen Turmes des Burggebäudes von Gut Groß Wohnsdorf, jetzt Kurortnoje (Kaliningrad) der Familie von Schrötter.

- Das preußische Münzwesen im 18. Jahrhundert. 7 Bände. Parey, Berlin 1902–1913;
  - Beschreibender Theil, Heft 1: Die Münzen aus der Zeit der Könige Friedrich I. und Friedrich Wilhelm I. 1902; Textarchiv – Internet Archive.
  - Beschreibender Theil, Heft 2: Die Münzen aus der Zeit des Königs Friedrich II. des Großen. 1904; Textarchiv – Internet Archive.
  - Beschreibender Theil, Heft 3: Die Münzen aus der Zeit der Könige Friedrich Wilhelm II. und Friedrich Wilhelm III. bis zum Jahre 1806. 1904;
  - Münzgeschichtlicher Theil, Band 1: Die Münzverwaltung der Könige Friedrich I. und Friedrich Wilhelm I. 1701–1740. 1904; Textarchiv – Internet Archive.
  - Münzgeschichtlicher Theil, Band 2: Die Begründung des preußischen Münzwesens durch Friedrich d. Gr. und Graumann. 1740–1755. 1908; Textarchiv – Internet Archive.
  - Münzgeschichtlicher Theil, Band 3: Das Geld des siebenjährigen Krieges und die Münzreform nach dem Frieden. 1755–1765. 1910, (Digitalisat);
  - Münzgeschichtlicher Theil, Band 4: Die letzten 40 Jahre. 1765–1806. 1913, (Digitalisat).
- Friedrich Freiherr von Schrötter: Das Münzwesen Brandenburgs während der Geltung des Münzfußes von Zinna und Leipzig. In: Paul Seidel (Hrsg.): Hohenzollern-Jahrbuch. 1907, S. 63–74 (zlb.de).
- Beschreibung der neuzeitlichen Münzen 1556–1794 (= Die Münzen von Trier. 2 = Publikationen der Gesellschaft für Rheinische Geschichtskunde. 30, 2). Hanstein, Bonn 1908.
- Beschreibung der neuzeitlichen Münzen des Erzstiftes und der Stadt Magdeburg 1400–1682. Baensch, Magdeburg 1909.
- Die Münzen Friedrich Wilhelms des Großen Kurfürsten und Friedrichs III. von Brandenburg. 2 Bände. Parey, Berlin 1913–1922.
- Geschichte der neueren Münz- und Geldwesens im Kurfürstentum Trier 1550–1794. Parey, Berlin 1917; urn:nbn:de:zbw-retromon-10165.
- Die Münzstätte zu Halberstadt 1651 bis 1680. In: Zeitschrift des Harz-Vereins für Geschichte und Altertumskunde. Band 54, 1921, ZDB-ID 214078-0, S. 9–28.
- Das preußische Münzwesen 1806–1873. 3 Bände. Parey, Berlin 1925–26, (Digitalisate: Beschreibender Teil, Münzgeschichtlicher Teil. Band 1, Münzgeschichtlicher Teil. Band 2).
- Brandenburg-fränkisches Münzwesen. 2 Bände. Riechmann, Halle (Saale) 1927–1929;
  - Teil 1: Das Münzwesen der hohenzollernschen Burggrafen von Nürnberg und der Markgrafen von Brandenburg in Franken 1350–1515 (= Muenzstudien. 3, ZDB-ID 528418-1). 1927;
  - Teil 2: Das Münzwesen der hohenzollernschen Burggrafen von Nürnberg und der Markgrafen von Brandenburg in Franken 1515–1603 (= Muenzstudien. 7). 1929.
- als Herausgeber: Wörterbuch der Münzkunde. de Gruyter, Berlin u. a. 1930, (2., unveränderte Auflage. ebenda 1970).